# Liseberg (Sztokholm)
Liseberg – dzielnica (stadsdel) Sztokholmu, położona w jego południowej części (Söderort) i wchodząca w skład stadsdelsområde Älvsjö. Graniczy z dzielnicami Östberga, Örby slott, Älvsjö i Solberga.
Według danych opublikowanych przez gminę Sztokholm, 31 grudnia 2020 r. Liseberg liczyło 1536 mieszkańców. Powierzchnia dzielnicy wynosi 0,38 km².